# ジョー・コク
ジョー・コク（谷祖琳、Jo Koo、1977年5月16日 - ）は、香港生まれの歌手・女優である。

## 作品

### アルバム
2002年
- 『Jo Koo』

## 出演作品

### 映画
1998年
- 『去年的煙花特別多（日本語題：花火降る夏）』

1999年
- 『心動（日本語題：君のいた永遠）』
- 『玻璃樽（日本語題：ゴージャス）』
- 『半支煙（日本語題：わすれな草）』

2000年
- 『細路祥』
- 『江湖告急』

2001年
- 『重装警察』（日本語題：重装警察 HIT TEAM）
- 『野獣の瞳』
- 『生命之旅2001』
- 『幽霊人間（日本語題：スー・チー in ヴィジブル・シークレット）』

2002年
- 『幽霊人間II 鬼味人間』
- 『一碌蔗』
- 『人民公厠（日本語題：トイレ、どこですか?）』

2004年
- 『悪夢』
- 『豪情』
- 『我要做Model』

2006年
- 『天生一対』
- 『我要成名』
- 『鬼眼刑警』

2007年
- 『単身部落』- Vivian 役
- 『戯王之王』（ゲスト）
- 『毎当変幻時』（ゲスト）
- 『C+偵探』
- 『神探』
- 『七擒七従七色狼』- 小雲 役
- 『I Come With The Rain』
- 『思念』

2008年
- 『有隻殭屍暗恋你』

2010年
- 『得閒炒飯（日本語題：愛に関するすべてのこと）』

### テレビドラマ
2005年
- aTVドラマ『情陥夜中環』

2008年
- aTVドラマ『法網群英』

### 舞台
2007年
- 『一期一会』

## 書籍
2006年
- 『谷情利性』（茜利妹との共著）

2007年
- 『快楽厨房』